# Francesc Tarafa
Francesc Tarafa fou un religiós i erudit del segle xvi. Natural de Llerona i canonge de la catedral de Barcelona i arxiver de l'Arxiu capitular de Barcelona d'aquesta catedral molts anys.
De les seves notícies, i de les de l'Arxiu Reial de Barcelona, i d'altres escriptures i papers fidedignes, va formar una història de Catalunya que va intitular «Crónica de cavallers catalans» que comença l'any 733, a l'entrada a l'actual Catalunya d'Otger Cataló i dels Nou Barons de la Fama que ajudant als del país, rebutjaren als moros. De tots aquests cavallers porta les armes, i dona raó de molts dels seus primers herois, i les seves gestes. Després tracta de la vinguda de Carlemany a aquesta terra, i com la va dividir en nou comtats, nou vescomtats, nou nobles, nou varvassors, i de tots porta les armes. Després escriu dels antics comtes de Barcelona, i dels que van ser juntament reis d'Aragó, fins al rei Joan II d'Aragó, referint de totes les seues conquestes, i majors proeses; anomenant algunes famílies que en temps de cada comte, i rei, en valor i serveis florir. Tracta després particularment dels comtes d'Urgell, Besalú, Cerdanya, Rosselló, Osona, Empúries, Pallars i Girona: després dels nou vescomtes, nou nobles, nou varvassors, dels seus noms, de les seves armes, i dels seus primers i més assenyalats herois: i finalment recopila un copiós catàleg de prop de mig miler d'antigues famílies conegudes de tot Catalunya, amb la declaració de les armes de cadascuna d'elles, dient de moltes d'on va venir el primer d'aquella casa, i el seu cognom; d'altres anomena el més antic que va trobar amb algun fet assenyalat, i de no pocs diu els noms d'alguns herois de cada família, i les conquestes, batalles, expedicions i fets memorables, en què gloriosament es van trobar.
Dels exemplars conservats d'aquesta obra en època de Torres i Amat, i segons creença d'aquest, l'original –o si més no sobre el que es van fer la resta de còpies– estava guardada a la biblioteca del monestir de Sant Jeroni de la Murtra, a tres hores a llevant de Barcelona, probablement copiada per Jaume Ramon Vila. D'aquest exemplar hi havia dues còpies amb les armes ben pintades, a la gran llibreria de Dalmases, i un altre que Torres i Amat afirmava tenir a la seva biblioteca. Una altra còpia existia a la biblioteca de Convent de Santa Caterina de Barcelona, titulada «Crónica de cavallers catalans composta per lo R. M. Francesch Tarafa canonje de Barcelona feta copiar de son original per lo R. M. Jaume Ramón Vila prebere en lo any 1603». A la biblioteca de la reina de Suècia (diu Caresmar) que hi havia manuscrita amb el títol «Crónica dels cavallers catalans de Tarafa» document traslladat després a la biblioteca Vaticana.
Tarafa també va escriure en català: «Dels pobles, rius y montañas de España»; i un «Episcopologi o vidas dels Pontífices de Barcelona», obres citades per Pujadas en la seva «Crónica general de Cataluña»; les quals no han arribat a ser impreses.
El Pare Roig i Jalpí, al seu catàleg o «Paralipómenon» dels Sants de Catalunya manuscrit on porta la vida de Santa Eulàlia de Mèrida, afirma que el canonge Tarafa va ser natural de la vila de Granollers, bisbat de Barcelona, però algun autor modern diu barceloní. Va florir aquest il·lustre home l'any 1552; perquè en ell va escriure el llibre titulat «Diccionario geográfico de España», que va dedicar al monarca catòlic Felip el Prudent, que estava manuscrit a la llibreria de Dalmases, segons ho escriu en la seva «Disertación histórica por la patria de Paulo Orosio». I hi havia una altra còpia a la biblioteca de carmelites descalços de Barcelona amb el títol: «Francisci Tarafa barcinonensis canonici — De Hispaniae situ, provintiis populis, regionibus, urbibus, oppidis, fluminibus, montibus et promontoriis diccionarium». Era de l'any 1552 i tenia el retrat de l'autor a la portada, el pròleg era un resum en versos dístics, dels principals articles de l'obra.
- «Brevis rerum á Philippo II Hispan. Rege gestarum descriptio» impresa a Barcelona per Esteban Liberós, i es trobava d'ell un exemplar a la biblioteca de Dalmases.
- «Episcopologium Barcinonense» conservada manuscrita a l'arxiu de la catedral.
- «De origine et rebus gestis Regum Hispaniae» inclosa al tom 1 de l'obra «Hispania illustrata», impresa a Anvers el 1533. Va traduir a l'espanyol aquesta obra llatina de Tarafa D. Alfonso de Santa Cruz, com diu Aynsa en la seva «Historia». Hi ha un exemplar d'ella a la llibreria de Jaume Ripoll Vilamajor.
- «De la pía almoina de la catedral de Barcelona» obra escrita pels anys 1636 en català en la qual tracta de la institució i progressos d'aquesta piadosa fundació. Manuscrit molt preciós i elegantment escrit segons diu el Pare Caresmar qui va veure a l'arxiu de la catedral on es custodia.
- «Un Nobiliari o llibre de armeria» que existia manuscrit a la biblioteca pública del convent de Santa Caterina de Barcelona, sembla un compendi de l'obra gran.